# 圣布里吉达
圣布里吉达（義大利語：Santa Brigida），是意大利贝加莫省的一个市镇。总面积14平方公里，人口594人，人口密度42.4人/平方公里（2009年）。国家统计（ISTAT）代码为016191。